# Брежнєв Леонід Ілліч
Леоні́д Іллі́ч Бре́жнєв (рос. Леонид Ильич Брежнев, 6 [19] грудня 1906, за іншими даними 19 грудня 1906 [1 січня 1907], с. Кам'янське, Катеринославська губернія, Російська імперія, нині Дніпропетровська область, Україна — 10 листопада 1982, Москва, РРФСР, СРСР) — радянський державний і партійний діяч. Член ЦК КП(б)У (1949—1952). Член ЦК КПРС (1952—1982). Перший секретар ЦК КПРС (1964—1966), Генеральний секретар ЦК КПРС (1966—1982). Голова Президії Верховної Ради СРСР у 1960—1964 і 1977—1982 роках. Депутат Верховної Ради УРСР 2-го скликання. Депутат Верховної Ради СРСР 3—10-го скликань. Депутат Ради Союзу Верховної Ради СРСР від Дніпропетровської області (3-е скликання, 1950—1954), Казахської РСР (4-е скликання, 1954—1958), Куйбишевської області (5-е скликання, 1958—1962) та Москви (6-10-е скликання, 1962—1982). Член Спілки журналістів СРСР та Спілки письменників СРСР. Учасник Другої світової війни та параду Перемоги на Красній площі 24 червня 1945 року.
Маршал Радянського Союзу (7.05.1976). Чотириразовий Герой Радянського Союзу (18.12.1966, 18.12.1976, 19.12.1978, 18.12.1981). Герой Соціалістичної Праці (17.06.1961). Лауреат Міжнародної Ленінської премії «За зміцнення миру між народами» (1973) і Ленінської премії з літератури (1979).
Період керівництва Брежнєва позначений застоєм в економіці й суспільному житті СРСР, активним придушенням інакомислення, національних рухів у радянських республіках, русифікацією неросійських народів, а також афганською війною 1979—1989, ескалацією озброєнь та підтримкою «революційних» режимів у країнах «третього світу».
Під час перебування Брежнєва при владі особливої сили набуло придушення інтелектуальної свободи і прав людини (із застосуванням психіатричного терору, арештів і висилок дисидентів), посилився тотальний контроль за суспільством з боку органів КДБ. Зросла моральна деградація партійно-державної номенклатури. Водночас було здійснено спробу сформувати культ особи самого Брежнєва.

## Життєпис
Народився 19 грудня 1906 року в селі Кам'янському (нині — місто, Дніпропетровська область, Україна, тоді Катеринославська губернія, Російська імперія) в родині робітника-металурга Іллі Яковича Брежнєва (1878—1937) та Наталії Денисівни Мазалової (1886—1975).
1915 року був прийнятий у класичну гімназію м. Кам'янського. У 1921 році закінчив трудову школу. У 1921 році прийшов на Курський маслобійний завод, щоб освоїти професію слюсаря. Але незабаром завод зачинили на консервацію і родина повернулася на батьківщину до Курської губернії, щоб знову зайнятися селянською працею.
1923 року вступив до Курського землевпорядного-меліоративного технікуму та вступив до лав комсомолу. 1927 року закінчив технікум і почав працювати землевпорядником Грайворонського повітового земельного відділу Курської губернії, потім землевпорядником у Кохановському районі Оршанського округу Білоруської РСР. 1928 року одружився з Вікторією Петрівною Денисовою, на рік молодшою, студенткою Курського медичного технікуму.

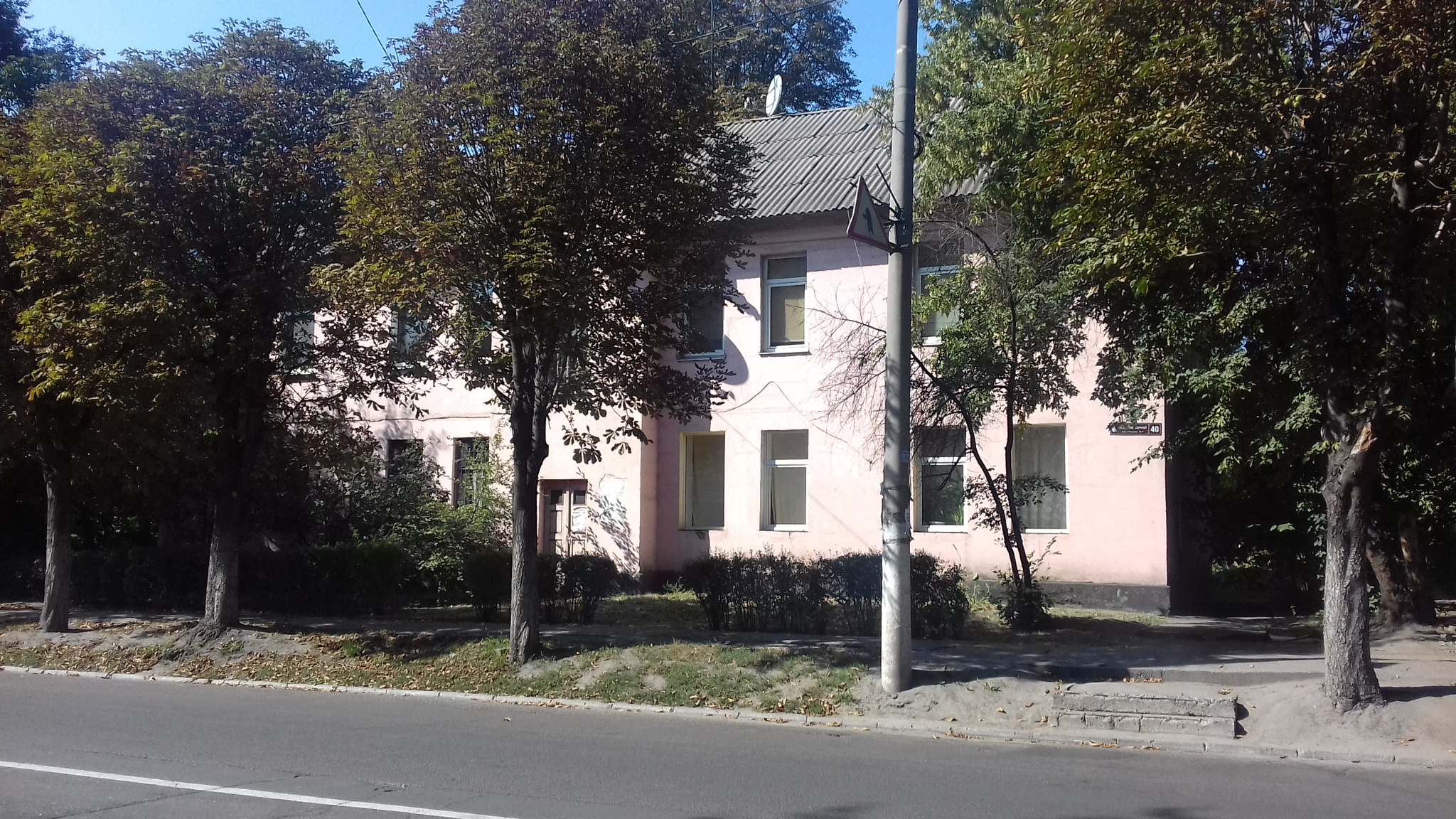
Будинок у Кам'янському, у якому 1929—1936 рр. мешкав Л. І. Брежнєв

Після роботи в Курській області та Білоруській РСР його направлено у 1928 році на Урал (Свердловськ) на посаду завідувача Бісертського районного земельного відділу. Брав участь у створенні колгоспів і розкуркуленні. З 1929 по 1930 рік працював заступником голови виконавчого комітету Бісертської районної ради Свердловської округи Уральської області. У 1930 році — заступник начальника Свердловського окружного земуправління, але через кілька місяців із невідомої причини покинув сільське господарство. У 1930—1931 році навчався в Московському інституті сільськогосподарського машинобудування.
У 1931 році повернувся до Кам'янського, де навчався на вечірньому відділенні місцевого металургійного інституту (з 1931 по 1935 рр.). Одночасно працював слюсарем на Дніпровському металургійному заводі.
1931 року став членом ВКП(б).
Пройшов шлях від партгрупорга, голови профкому до секретаря парткому Кам'янського (Дніпродзержинського) металургійного інституту. На 3-му курсі (у 1933 році) йому доручили керувати робітничим факультетом, а після призначили директором Кам'янського вечірнього металургійного технікуму.
У 1932 році брав участь у здійсненні «хлібозаготівель» (Голодомору) в Кам'янському, був скерований на «хлібозаготівельну роботу» від профспілок Кам'янського металургійного інституту. Як зазначає історик Дарія Маттінглі, Брежнєв добре себе зарекомендував перед радянською владою, виконуючи накази і плани під час здійснення Голодомору..
У 1935 році закінчив Кам'янський металургійний інститут.
У 1935—1936 роках служив у армії: курсант і політрук танкової роти в Забайкаллі (селище Піщанка — 15 км на південний схід від Чити). Закінчив курси моторизації і механізації Червоної Армії, за що отримав перше офіцерське звання — лейтенант (після смерті в 1982 році Піщанському танковому навчальному полку було присвоєно ім'я Л. І. Брежнєва).
У жовтні 1936 — травні 1937 року — директор металургійного технікуму в Дніпродзержинську. З 1937 року інженер Дніпровського металургійного заводу імені Ф. Е. Дзержинського.
У травні 1937 — травні 1938 року — заступник голови виконкому Дніпродзержинської міської ради.
У травні 1938 — лютому 1939 року — завідувач відділу радянської торгівлі Дніпропетровського обласного комітету КП(б)У.
7 лютого 1939 — 28 вересня 1940 року — секретар Дніпропетровського обласного комітету КП(б)У з пропаганди. 28 вересня 1940 — 25 березня 1941 року — 3-й секретар Дніпропетровського обласного комітету КП(б)У. 25 березня — червень 1941 року — секретар Дніпропетровського обласного комітету КП(б)У з оборонної промисловості.
У роки Другої світової війни був військово-політичним працівником у чинній радянській армії. Бере участь у мобілізації населення в Червону Армію, займається евакуацією промисловості, потім на політичних посадах у діючій армії: з червня 1941 по вересень 1942 року — заступник начальника Політуправління Південного фронту. Будучи бригадним комісаром, при скасуванні інституту військових комісарів у жовтні 1942 року замість очікуваного генеральського звання був атестований полковником (15.12.1942).
8 жовтня 1942 — 1 квітня 1943 року — заступник начальника Політуправління Чорноморської групи військ Закавказького фронту. 1 квітня 1943 — 9 травня 1944 року — начальник політвідділу 18-ї десантної армії Північно-Кавказького фронту. У травні 1944 — травні 1945 року — заступник начальника Політуправління, 12 травня — 9 липня 1945 року — начальник Політуправління 4-го Українського фронту, генерал-майор (2.11.1944). Учасник Параду Перемоги 24 червня 1945 року — комісар зведеного полку 4-го Українського фронту.
З 9 липня 1945 року по 6 вересня 1946 року в розпал «боротьби» з українськими націоналістами працював начальником Політуправління Прикарпатського військового округу та брав участь у придушенні руху за незалежність України — ОУН, УПА. Проживав у самому центрі Львова — готелі «Жорж». З поміж друзів майбутнього генсека був тодішній перший секретар ОК партії Іван Грушецький, а також директор Львівської філармонії.
З 30 серпня 1946 по 22 листопада 1947 року — 1-й секретар Запорізького обласного і міського комітетів КП(б)У (призначений за рекомендацією Микити Хрущова).
21 листопада 1947 — 25 липня 1950 року — 1-й секретар Дніпропетровського обласного і міського комітетів КП(б)У.
6 липня 1950 — 25 жовтня 1952 року — 1-й секретар ЦК Комуністичної партії Молдавії.
16 жовтня 1952 — 5 березня 1953 року — секретар ЦК КПРС та кандидат у члени Президії ЦК КПРС.
7 березня — 21 травня 1953 року — начальник Політичного управління Військово-морського міністерства СРСР. 21 травня 1953 — 27 лютого 1954 — заступник начальника Головного політичного управління Радянської армії та Військово-Морського флоту, генерал-лейтенант (4.08.1953).
За даними генералів Павла Судоплатова і Кирила Москаленка, серед 10 озброєних генералів, викликаних у Кремль 26 червня 1953 для арешту Лаврентія Берії, був і Брежнєв.
6 лютого 1954 — 6 серпня 1955 року — 2-й секретар, 6 серпня 1955 — 6 березня 1956 року — 1-й секретар ЦК Комуністичної партії Казахстану.
27 лютого 1956 — 16 липня 1960 року — секретар ЦК КПРС (відповідав за промисловість, у тому числі оборонну, будівництво та космос). 27 лютого 1956 — 29 червня 1957 року — кандидат у члени Президії ЦК КПРС, 29 червня 1957 — 10 листопада 1982 року — член Президії (з 8 квітня 1966 року — Політбюро) ЦК КПРС. У січні — березні 1958 року — заступник голови Бюро ЦК КПРС по РРФСР.
7 травня 1960 — 15 липня 1964 року — голова Президії Верховної Ради СРСР. Одночасно 22 червня 1963 — 14 жовтня 1964 року — секретар ЦК КПРС.

### На посаді Першого та Генерального Секретаря ЦК КПРС
У жовтні 1964 очолив змову проти Хрущова і став 1-м секретарем ЦК КПРС (14 жовтня 1964 — 29 березня 1966 року). Одночасно 14 жовтня 1964 — 8 квітня 1966 року — голова Бюро ЦК КПРС по РРФСР. З 8 квітня 1966 по 10 листопада 1982 року — генеральний секретар ЦК КПРС.
1964 року після усунення від влади Микити Хрущова обраний Першим секретарем ЦК КПРС. Брежнєв пропонував Володимиру Семичасному, голові КДБ СРСР у період підготовки Пленуму ЦК КПРС 1964 року, фізично позбутися Хрущова «аварією літака, автокатастрофою, отруєнням або арештом»

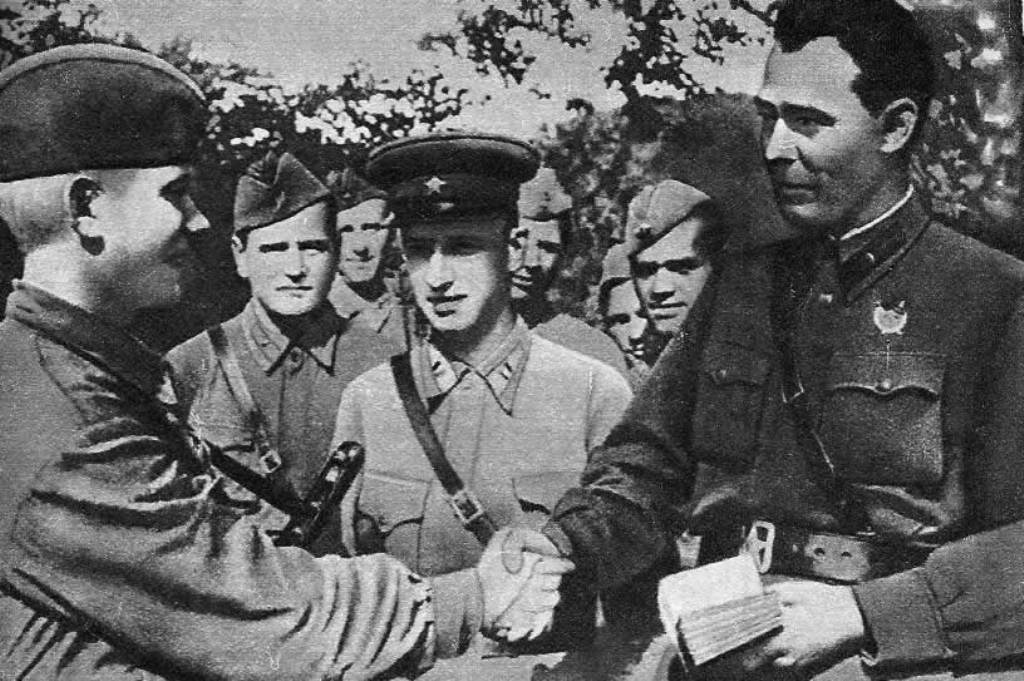
Бригадний комісар Брежнєв (крайній праворуч). 1942 рік

1968 року Брежнєв і його соратники ухвалили рішення про вторгнення до Чехословаччини. 18 серпня в Москві відбулась зустріч лідерів СРСР, НДР, Польщі, Болгарії й Угорщини, де було узгоджено військово-політичні заходи, реалізація яких почалась через два дні. Брежнєв був загальмованим і неадекватним, під час переговорів у нього порушилася дикція. Помічники вимагали відповіді, чи зможе Брежнєв продовжити переговори. «Сам» щось бурмотів, намагався встати і виникла реакція, яка перелякала все Політбюро. Косигін сидів поруч з ним і бачив, як той поступово почав втрачати нитку розмови.
22 січня 1969 року під час урочистої зустрічі екіпажів космічних кораблів «Союз-4» і «Союз-5» на Брежнєва скоїли невдалий замах: молодший лейтенант Радянської Армії Віктор Ільїн, переодягнений у чужу міліцейську форму, потрапив до Боровицьких воріт під виглядом охоронця і відкрив вогонь з двох пістолетів по машині, в якій, як він припускав, мав їхати генеральний секретар. Насправді у цій машині знаходилися космонавти Леонов, Ніколаєв, Терешкова і Береговий. Пострілами був убитий водій Ілля Жарков, кілька людей поранено, перш ніж мотоцикліст супроводу збив Ільїна з ніг. Сам Брежнєв їхав у іншій машині і не постраждав.

З Річардом Ніксоном, 1973

### Розрядка перед Афганською війною
У сімдесяті роки на міжнародній арені сталося часткове примирення двох систем («розрядка»). Саме в цей час (1973) Брежнєв отримав Ленінську премію за зміцнення миру між народами.
22 березня 1974 року (пропустивши звання генерал-полковника) Брежнєву присвоєно військове звання генерал армії. 1976 року йому було присвоєно звання Маршал Радянського Союзу

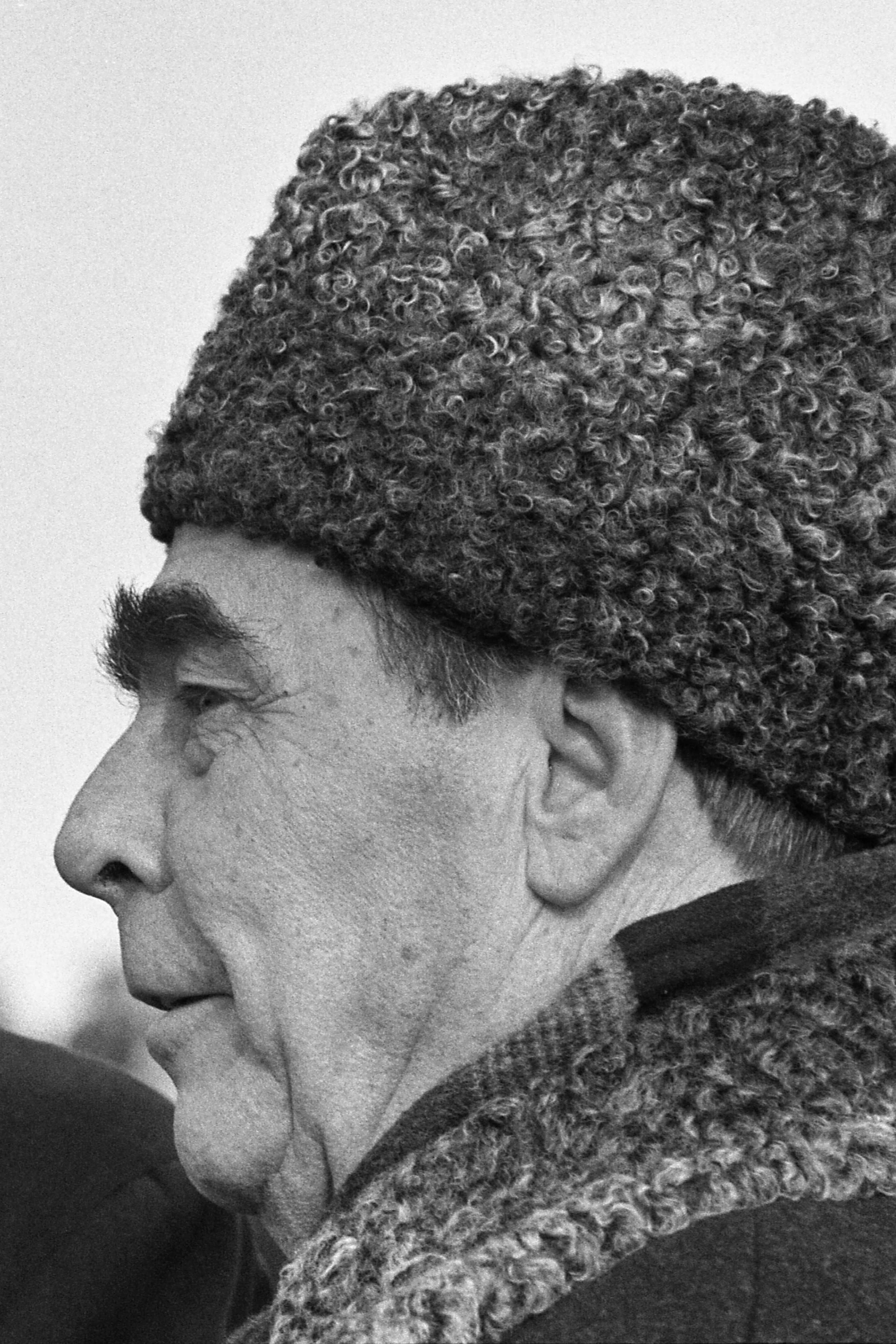
Леонід Брежнєв у 1974 році

1 серпня 1975 року Брежнєв підписав Гельсінські угоди, що підтвердив непорушність кордонів у Європі. ФРН до цього не визнавала Потсдамські угоди, що змінили кордони Польщі й Німеччини, і не визнавала наявність НДР. ФРН фактично навіть не визнавала анексію Калінінграда і Клайпеди СРСР.
Брежнєв заявляв, що капіталістичні країни перейшли від ідеології «стримування комунізму», запропонованої Гаррі Труменом, до ідеї «конвергенції двох систем» і «мирного співіснування». Рейган заявляв, що ні.
На початку 1976 року переніс клінічну смерть. Після цього він так і не зміг фізично відновитися, і його важкий стан і нездатність керувати країною з кожним роком ставали все очевидніше. Брежнєв страждав астенією (нервово-психічною слабкістю) та атеросклерозом мозкових судин. Працювати він міг лише годину-дві на добу, після чого спав, дивився телевізор і т. д. У нього з'явилася наркотична залежність від снодійного — нембутала.

### 1977—1982 роки
16 червня 1977 — 10 листопада 1982 року — голова Президії Верховної Ради СРСР.
1978 року нагороджений орденом «Перемога», який вручався тільки у воєнний час за видатні заслуги у командуванні фронтом при перемогах, що забезпечили корінний перелом у стратегічній обстановці (нагородження було скасовано указом Михайла Горбачова 1989 року).
Групі відомих радянських журналістів було доручено написати спогади Брежнєва («Мала земля», «Відродження», «Цілина»), покликані зміцнити його політичний авторитет. Завдяки мільйонним накладам, гонорар Брежнєва склав 179 241 рубль. Включивши мемуари генсека у шкільні та вишівські програми і зробивши їх обов'язковими для «позитивного» обговорення у всіх трудових колективах, партійні ідеологи добилися прямо протилежного результату — Л. І. Брежнєв став героєм численних анекдотів ще за свого життя.
12 грудня 1979 року Брежнєв і його найближчі соратники прийняли рішення про здійснення державного перевороту в Афганістані та про введення радянських військ в цю країну, що стало початком багаторічної участі СРСР у внутрішньоафганському конфлікті.
Напередодні 1980 року, який у третій Програмі КПРС був проголошений роком побудови комуністичного суспільства, брежнєвські ідеологи запропонували нову концепцію — «розвинений соціалізм», що стало альтернативою попереднім утопічним обіцянкам. У країні розгорнулася масштабна пропагандистська кампанія, спрямована на популяризацію основних характеристик цього нового етапу.
Одночасно відбувалася активна критика буржуазного способу життя, який зображувався як експлуататорський, насильницький і ворожий людині. Завдяки обмеженому доступу до об'єктивної інформації про західне суспільство, така пропаганда мала певний успіх. Радянське населення, ізольоване «залізною завісою», через радіо, телебачення, пресу та виступи пропагандистів постійно переконувалося в перевагах СРСР. Водночас поширювалися твердження про нібито складну ситуацію на Заході, де підвищувалися ціни, зарплати залишалися низькими, люди боялися втратити роботу, відчували брак соціального захисту, а розрив між багатими і бідними посилювався.
1981 року, напередодні 50-річчя перебування Леоніда Ілліча в партії, тільки для нього одного був випущений відлитий із золота значок «50 років перебування в КПРС» (для інших ветеранів КПРС цей знак виготовлявся зі срібла з золоченням).
23 березня 1982 року під час візиту Брежнєва до Ташкента на літакобудівному заводі на нього завалилися містки, повні людей. У Брежнєва зламалась ключиця, яка так і не зрослася. Після цього випадку здоров'я було остаточно підірвано. 7 листопада 1982 року відбулася остання публічна поява генсека. Стоячи на трибуні Мавзолею Леніна, він протягом кількох годин приймав військовий парад на Червоній площі, а проте його важкий фізичний стан впадав у вічі навіть на офіційній зйомці.
Леонід Брежнєв помер на 76-му році життя 10 листопада 1982 року на державній дачі «Заріччя-6». Тіло було виявлено охороною о 9 годині ранку. Першим з політичних діячів на місце смерті приїхав Юрій Андропов. Про смерть Брежнєва ЗМІ повідомили лише через добу, 11 листопада о 10 годині ранку. Похований на Красній площі Москви біля Кремлівської стіни. США на похороні представляли віцепрезидент Джордж Буш-старший і держсекретар Шульц.

## Політика Брежнєва в Україні
Період керівництва Брежнєва в Україні відзначався репресивними діями проти «інакодумців», серед яких були Василь Стус, Валерій Марченко, Олекса Тихий та інші. Цей час також характеризувався погромами в галузях літератури, науки і мистецтва, а також посиленням політики зросійщення.
Протягом двох десятиліть після початку хрущовських реформ кількість україномовних шкіл в Українській РСР значно скоротилася, а в Кримській області та Донецьку їх не залишилося взагалі. У 1972 році Леонід Брежнєв особисто сприяв усуненню Петра Шелеста з посади першого секретаря ЦК КПУ. Після переведення Шелеста на роботу до Москви його було піддано критиці в партійній пресі за нібито «надмірне українофільство» та автономістичні тенденції у прийнятті політичних рішень. Новим керівником ЦК КПУ став Володимир Щербицький, лояльний до Брежнєва, який ініціював масштабну «антинаціоналістичну» кампанію в УРСР.
У навчальних закладах, починаючи з дошкільного рівня, було запроваджено тотальне вивчення російської мови. Викладачів, які переходили на викладання російською мовою, заохочували шляхом підвищення заробітної плати, надання різноманітних стимулів і нагород, а також пропагували як прогресивних педагогів-новаторів.

## Нагороди
Всього Брежнєв мав 117 радянських та іноземних нагород.

### Радянські
- Чотириразовий Герой СРСР
- Герой Соціалістичної праці
- Два ордени Жовтневої революції
- Вісім орденів Леніна
- Два ордени Червоного Прапора
- Орден Червоної Зірки
- Орден Богдана Хмельницького 2-го ступеня
- Орден Вітчизняної Війни 1-го ступеня
- Медаль «За бойові заслуги»
- Медаль «За оборону Одеси»
- Медаль «За оборону Кавказу»
- Медаль «За визволення Варшави»
- Медаль «За доблесну працю у Великій Вітчизняній війні 1941—1945 рр.»
- Медаль «За перемогу над Німеччиною у Великій Вітчизняній війні 1941—1945 рр.»
- Медаль «За відбудову підприємств чорної металургії Півдня»
- Медаль «За освоєння цілинних земель»
- Медаль «У пам'ять 250-річчя Ленінграда»
- Медаль лауреата всесоюзної Ленінської премії (20.04.1979)
- Почесна зброя — іменний Маузер (1943)
- Почесна зброя — іменна шашка із золотим зображенням Державного герба СРСР (18.12.1976)
- Почесний громадянин Києва (позбавлений 2023 року)[15].
- Почесний громадянин Дніпра (позбавлений 2023 року)[16].
- У 1978 році був нагороджений орденом «Перемога» (1989 року це нагородження як таке, що суперечить статуту ордена, скасовано указом за підписом Голови Верховної Ради СРСР Горбачова).

### Іноземні
- Тричі Герой ЧССР
- Тричі Герой БНР
- Тричі Герой НДР
- Герой Куби
- Герой МНР
- Герой Праці МНР
- Герой ЛНДР
- Герой Праці СРВ

## Кадрова політика
На думку відомого дослідника радянської номенклатури М. С. Восленського, після отримання поста Генерального секретаря ЦК КПРС Брежнєв став активно просувати на вищі керівні пости членів номенклатури з числа своїх земляків по Дніпропетровській області і товаришів по службі з Молдови. У тому числі:
- Голова Ради Міністрів СРСР Н. Тіхонов — випускник Дніпропетровського металургійного інституту, був головним інженером на заводі у Дніпропетровську, головою Дніпропетровського раднаргоспу;
- секретар ЦК КПРС А. П. Кириленко був першим секретарем Дніпропетровського обкому партії;
- перший секретар ЦК КПУ Володимир Щербицький — був першим секретарем Дніпропетровського обкому партії;
- Заступник Голови Ради Міністрів СРСР І. В. Новіков — випускник Дніпропетровського металургійного інституту
- Міністр внутрішніх справ СРСР М. А. Щолоков — випускник Дніпропетровського металургійного інституту
- Перший заступник голови КДБ СРСР Г. К. Ціньов — випускник Дніпропетровського металургійного інституту
- Помічник Генерального секретаря ЦК КПРС А. І. Блатов — випускник Дніпропетровського металургійного інституту
- Завідувач секретаріату Генерального секретаря Г. Е. Цуканов — випускник Дніпродзержинського металургійного інституту, працював кілька років інженером в Дніпропетровську.
- Член Політбюро і секретар ЦК КПРС К. У. Черненко був під керівництвом Л. І. Брежнєва завідувачем відділу пропаганди і агітації ЦК КП Молдови.
- Завідувач Відділу науки ЦК КПРС С. П. Трапезніков — був директором вищої партійної школи при молдовському ЦК
- Перший заступник голови КДБ СРСР генерал армії С. К. Цвігун був заступником голови КДБ Молдовської РСР

Восленский висловлює думку про те, що підбір керівних кадрів за принципом особистого знайомства і земляцтва був спрямований на зміцнення особистого впливу Брежнєва в рядах номенклатури.

## Родина
- Батьки: Ілля Якович Брежнєв та Наталія Денисівна Брежнєва (Мазалова).
- Дружина: Брежнєва Вікторія Петрівна (уроджена Денисова, 1907—1995, уродженка Бєлгорода) з 11 грудня 1927 до своєї смерті.
- Діти: Галина (1929—1998) та Юрій (1933—2013). Галина Брежнєва була одружена з Юрієм Чурбановим, Ігорем Кіо.
- Внуки: Андрій Юрійович (1961—2018)[17].

## Друковані праці
- Ленінським курсом: Промови і статті: У 9-ти т. — М.: Політвидав, 1970—1982. — 5523 с.
- Спогади: «Мала земля», «Відродження», «Цілина» // Новий світ. — 1978. — № 2, 5, 11.
- Спогади: Глава 1 «Життя по заводському гудку». Глава 2 «Відчуття Батьківщини». Глава 3 «Мала земля». Глава 4 «Відродження». Глава 5 «Молдавська весна». Глава 6 «Цілина». Глава 7 «Космічний Жовтень». Глава 8 «Слово про комуністів». — М., ІПЛ, 1983.

## Пам'ять
- У місті Кам'янському, де народився і провів молоді роки Леонід Брежнєв, на площі Визволителів споруджено бюст генерального секретаря ЦК КПРС, встановлений в 1976 році, як і належало в СРСР, на батьківщині двічі Героя Радянського Союзу. На будівлі Дніпровського державного технічного університету по Гімназичному проспекту, в якому з 1931 по 1935 рік навчався Л. І. Брежнєв, встановлена меморіальна дошка з відповідним текстом і барельєфом генсека.
- На будинку № 40 по Гімназичному проспекту, в якому з 1929 по 1936 рік жив Л. І. Брежнєв, в 2010 році була встановлена меморіальна табличка.
- На будинку за адресою м. Дніпро, узвіз Крутогірний, 1 встановлена меморіальна дошка
- Після смерті генсека Заводський район був перейменований в Брежнєвський, але в 1990-х роках йому знову було повернено назву Заводський. У місті Дніпрі в 2006 році, до 100-річчя Брежнєва, встановлена меморіальна дошка на стіні будинку на узвозі Крутогірний, 1, де він жив в кінці 1940-х — початку 1950-х років. З 1982 року ім'я Брежнєва у Дніпрі носили одна з площ у центрі міста, металургійний інститут, а також виробниче об'єднання «Південний машинобудівний завод» (всі найменування скасовані в кінці 1980-х років). З 2012 по 2015 рік вулиця Братства тарасівців носила ім'я Леоніда Брежнєва.
- У 1982 році місто Набережні Челни (Татарська АССР), де був побудований КамАЗ, було перейменоване на Брежнєв. У 1988 році місту повернули колишню назву. У 2007 році в місті почала своє мовлення радіостанція «Брежнєв FM», в Набережних Човнах і довколишніх районах Татарстану її можна почути на 90,9 МГц.
- У 1982—1988 роках Черемушкинський район Москви називався Брежнєвський.
- З метою увічнення пам'яті Леоніда Ілліча ЦК КПРС, Президія Верховної Ради СРСР і Рада Міністрів СРСР 18 листопада 1982 присвоїли одному з військово-політичних училищ його ім'я. Свердловське вище військово-політичне танко-артилерійське училище носило ім'я Брежнєва всього 6 років. У квітні 1988 року цей указ було скасовано і училищу повернули колишнє найменування.
- 16 вересня 2004 в Новоросійську відкрито пам'ятник Л. І. Брежнєву на перетині вулиць Рад і Новоросійської Республіки. Автор пам'ятника — краснодарський скульптор Микола Бугаєв. Новоросійська влада відзначає, що Леонід Ілліч свого часу дуже багато зробив для міста, порту, пароплавства. Скульптор зобразив молодого, енергійного генерального секретаря, який йде по місту у костюмі, без нагород, з плащем, перекинутим за спину. Робоча назва скульптури — «Людина, що йде по місту».

Раніше, в 2002 році, в Новоросійську обговорювалося питання про присвоєння одній з вулиць міста імені Брежнєва.
- Зараз ім'я Брежнєва носять 2 села в Калузькій і Курській областях, а також 8 вулиць у невеликих населених пунктах Росії. Зокрема:
- село Іжульське Балахтінского району Красноярського краю;
- село Нове Іванцева Шатковського району Нижегородської області;
- село Солонка Нехаївського району Волгоградської області.

Галерея
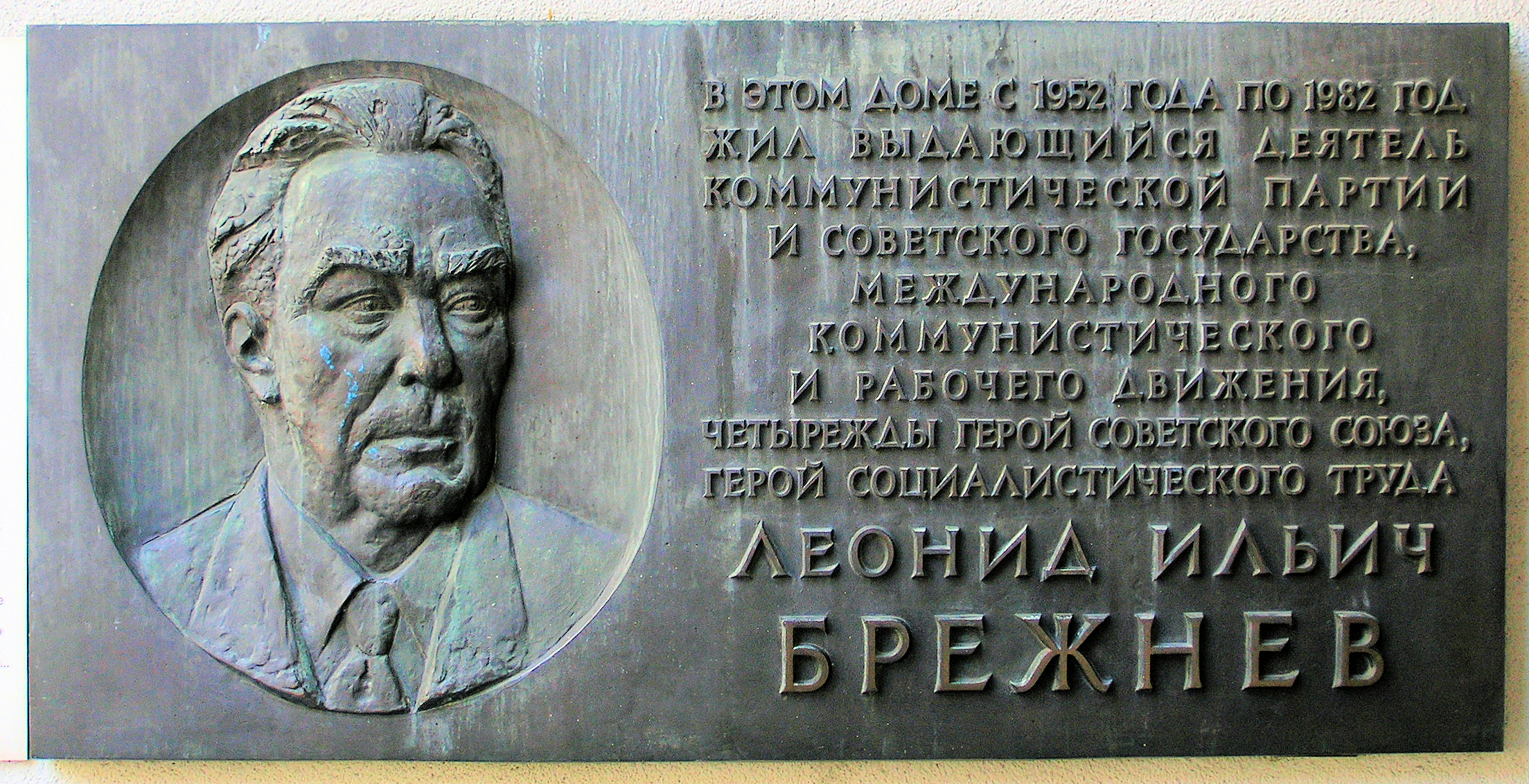
Меморіальна дошка на будинку, де жив Брежнєв
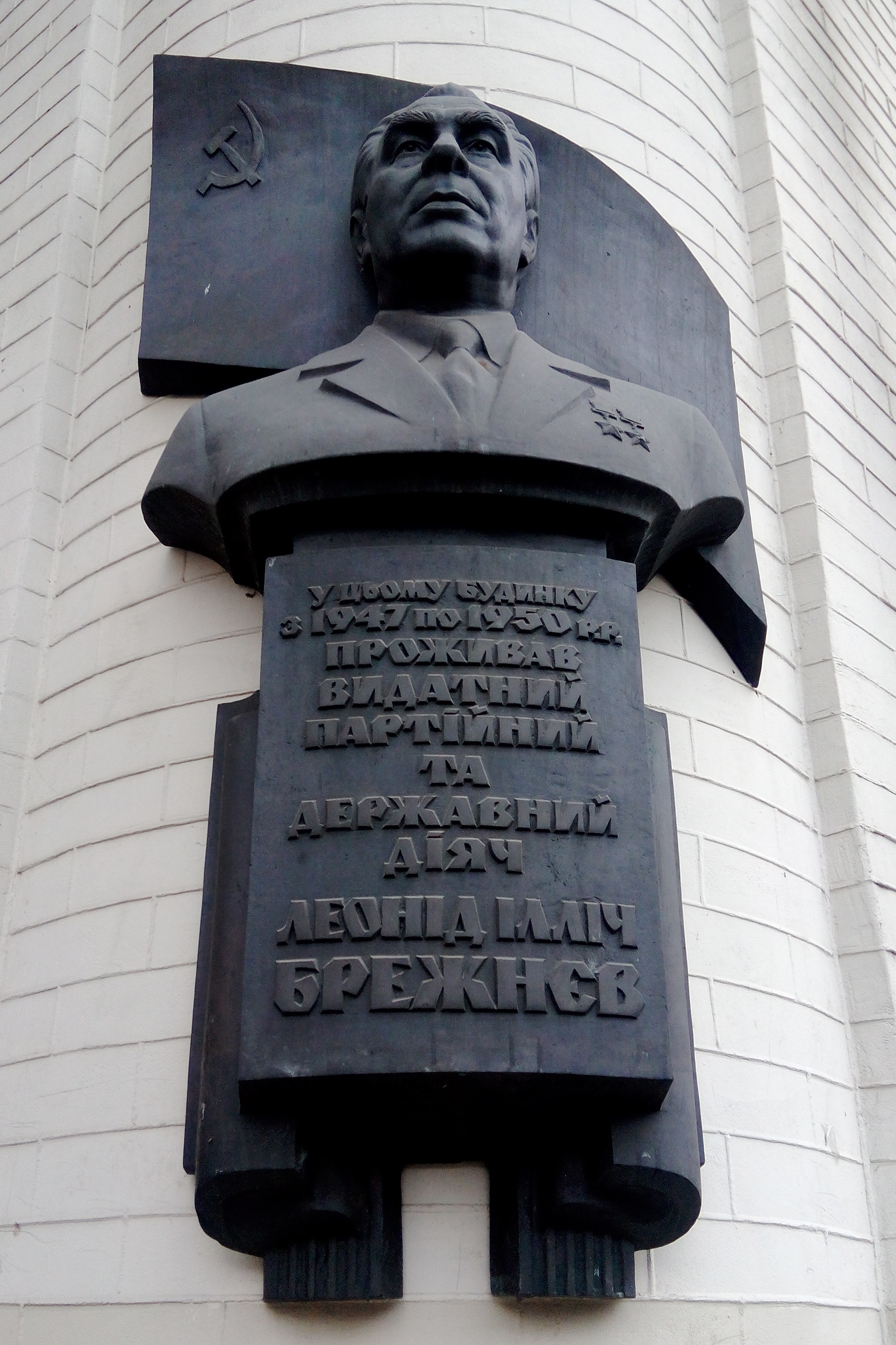
Меморіальна дошка в Дніпрі на узвозі Крутогірний
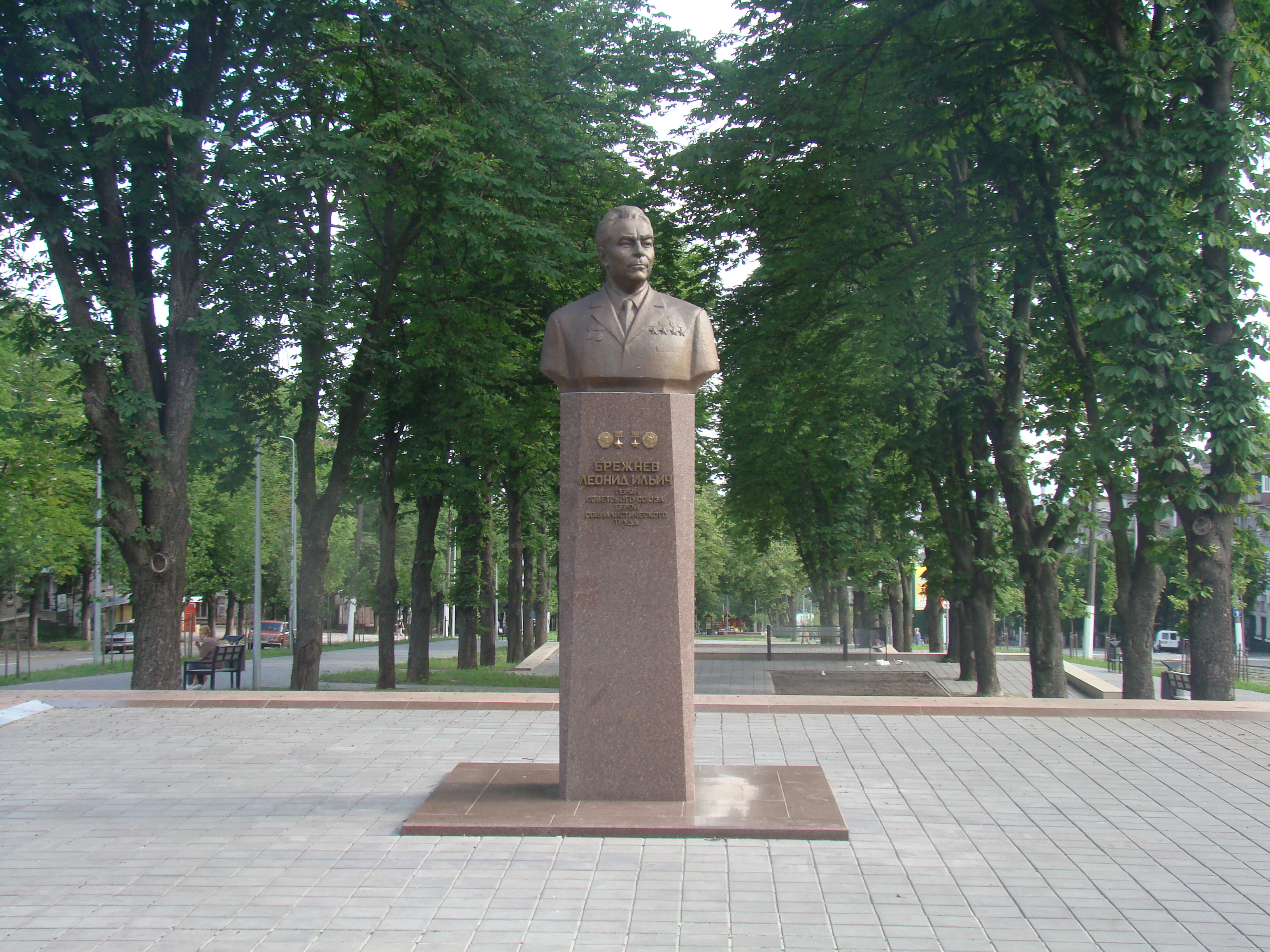
Пам'ятник Леоніду Брежнєву у рідному Кам'янському (демонтований 27 липня 2023 р.)
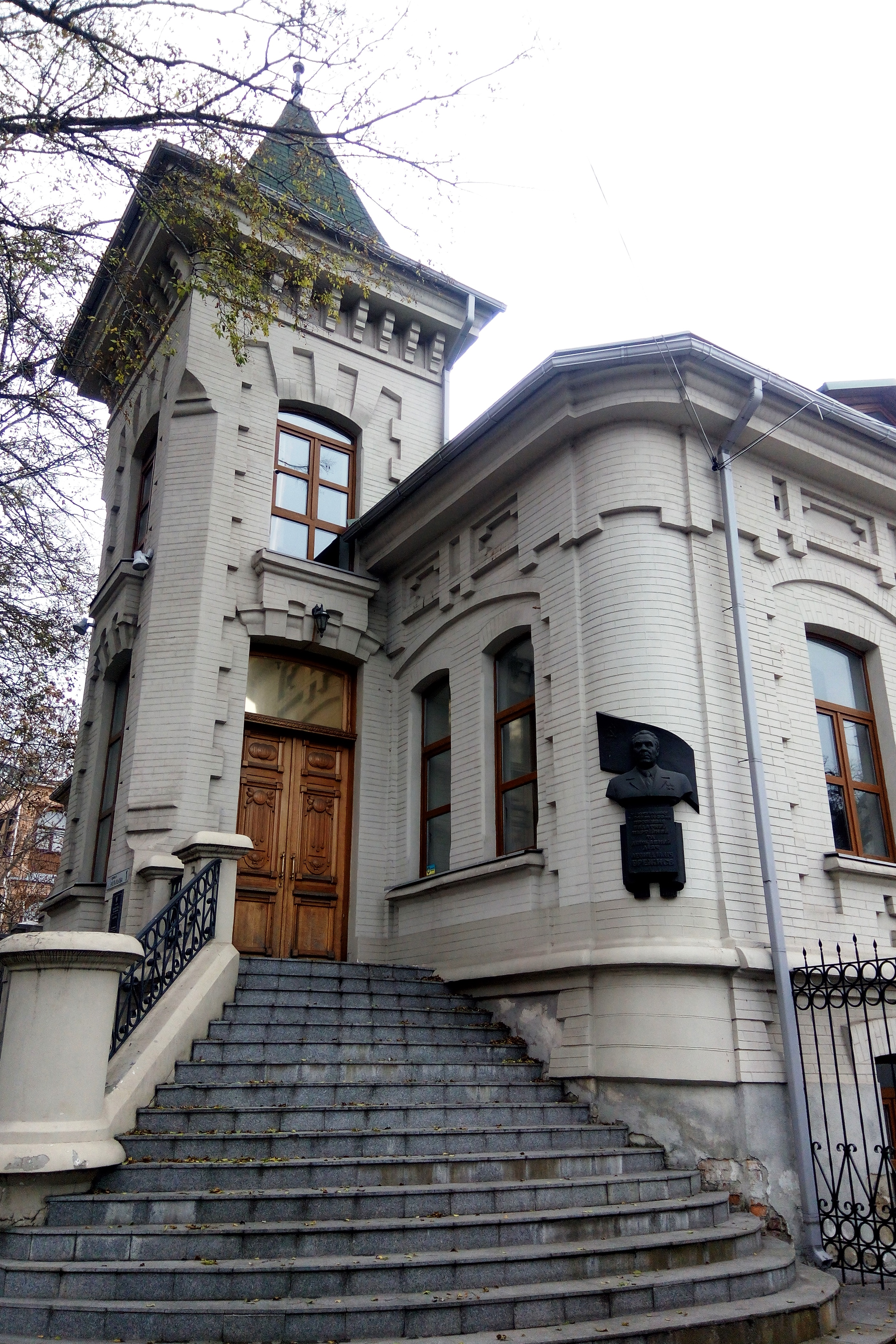
Будинок в Днiпрi на узвозi Крутогiрний, де мешкав Брежнєв з 1947 по 1950 роки
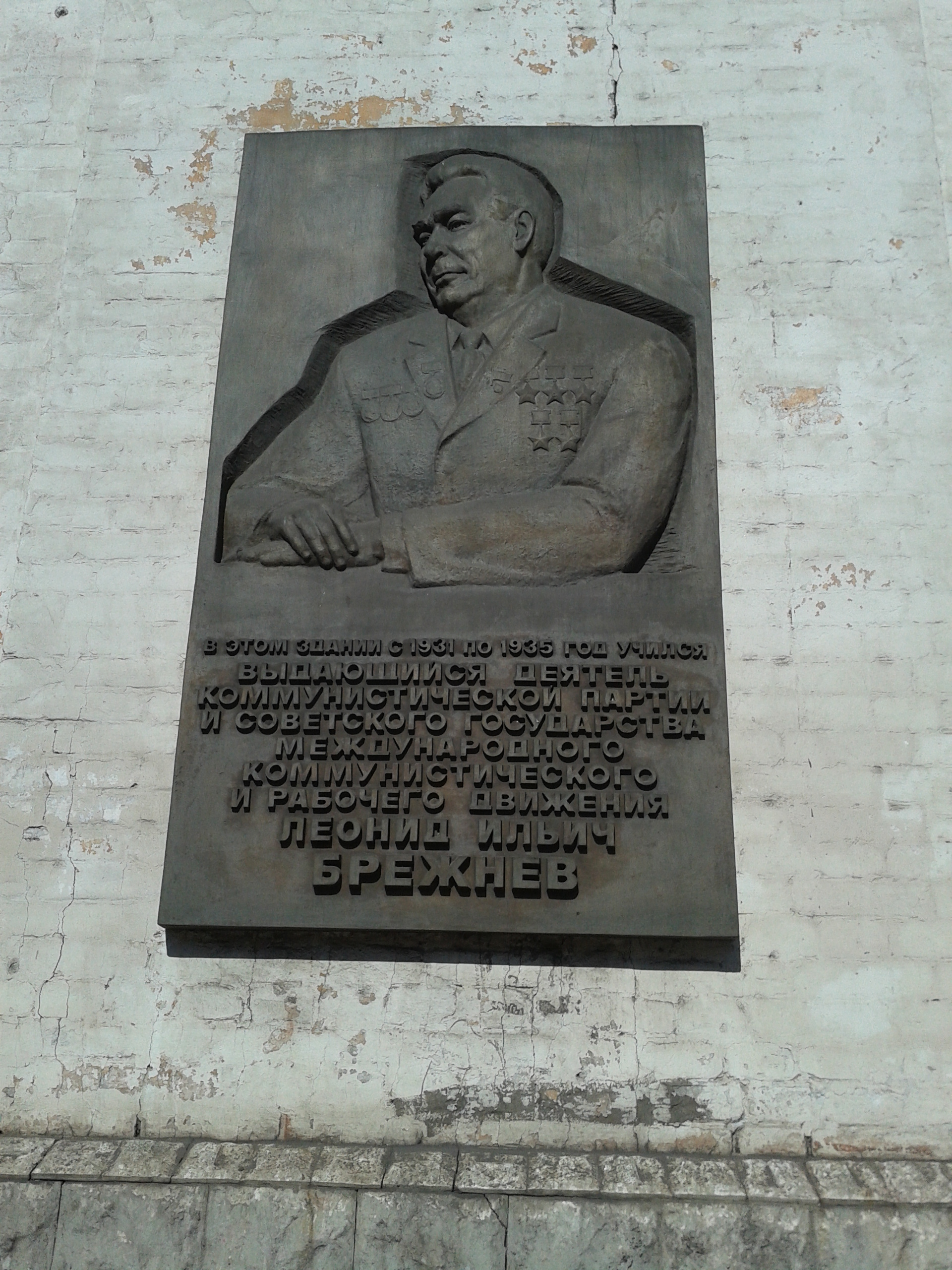
Меморіальна дошка на інституті в якому навчався Л.І.Брежнєв

## Думки й оцінки
|  | За час моєї роботи головним конструктором змінилося чотири Верховних Головнокомандувачів, і лише один з них, якого називали маразматиком, Л. І. Брежнєв, вважав для себе необхідною особисту бесіду з головним конструктором з питань використання ним, як Верховним Головнокомандувачем, інформації попередження про ракетний напад. Деякий час після введення [в жовтні 1976] в дію першої черги СПРН він викликав мене і близько півтори години питав, яка імовірність узагальнених і точність кількісних оцінок ракетної обстановки, який сенс мають різні сигнали попередження, чому деякі з них вимагають тільки підвищеної уваги, а деякі — рішучих дій з можливо необоротними наслідками. Тільки ця бесіда для мене повний доказ мерзості тих, хто обзивав і висміював Брежнєва. І в останні роки його життя я був свідком живого інтересу до справи і повної ясності розуму цієї людини. У 1980 році під його головуванням відбулося спеціальне засідання Ради Оборони СРСР, присвячене питанням СПРН. […] Л. І. Брежнєв виявив неабиякий інтерес, ставив багато запитань, вникаючи в суть проблем, по ходу засідання вносив поправки в підготовлений проект рішення. Його активна поведінка сильно контрастувало в порівнянні з поведінкою інших членів Ради Оборони. — Зі спогадів В. Г. Рєпіна, головного конструктора СПРН і СККП в 1970—1987 рр. |

За опитуваннями Левада-Центру, проведеним у квітні 2013 року, громадяни Росії оцінюють Л. І. Брежнєва краще інших керівників країни. Позитивно до нього ставиться 56 % опитаних, негативно — 29 %. На другому місці — Ленін (55 % і 28 %). За ним слідують Сталін (50 % і 38 %), Микола II (48 % і 21 %), Хрущов (45 % і 35 %), Єльцин (22 % і 64 %) і Горбачов (22 % і 65 %).
- Гасло 1981 року «Економіка має бути економною».

## Кіновтілення
- Річард Карлао («Ракети Жовтня» «The Missiles of October» (США, 1974)
- Пол Хардвік («Вторгнення» «Invasion» (США, 1980)
- Нехемія Персів («Садат», США, 1983)
- Френк Міддлмасс («Квадратура кола» «Squaring the Circle» (Англія, 1984)
- Юрій Шумілов («Чорна троянда — емблема печалі, червона троянда — емблема кохання», 1989)
- Євген Матвєєв («Солдати свободи», 1977, «Клан», 1990)
- Михайло Храбров («Вперед, за скарбами гетьмана!», 1993)
- Олександр Бєлявський («Сірі вовки», 1993)
- Леонід Неведомський («Кооператив» Політбюро "", 1992)
- Борис Макаров (Афери, музика, любов, Корабель двійників, 1997, КДБ у смокінгу, 2005)
- Борис Січкін («Останні дні», 1989, «Ніксон», 1995, США)
- Лен Дончев («Дік», 1999, США)
- Гаррі Маршалл («It's a Shame About Ray», США, 2000)
- Богдан Ступка («Заєць над безоднею», 2005; «Празька весна» / «Der Prager Frühling», Німеччина, 2008)
- Володимир Долінський («Червона площа», 2005)
- Артур Ваха («Брежнєв», 2005 — молодий; «Фурцева. Легенда про Катерину», 2011)
- Сергій Шакуров («Брежнєв», 2005 — літній)
- Мікеле Гамміно («Папа Іван Павло II» «Pope John Paul II», (США, 2005)
- Сергій Бездушний (молодий) і Валерій Косенков (Галина, 2008)
- Валерій Косенков (Туман розсіюється, 2008)
- Олег Чернігов («Вольф Мессінг: бачив крізь час», 2009)
- Анатолій Васильєв («І примкнув до них Шепілов», «Обізнане джерело в Москві», 2009).
- Валентин Смирнитський («Остання зустріч», 2010)
- В'ячеслав Шалевич («Полювання на беркута», 2011)
- Сергій Бездушний (Жуков, 2012)
- Микола Токарєв (Одного разу в Ростові, 2012)
- Валерій Магдьяш («Око боже», 2012)

## Документи

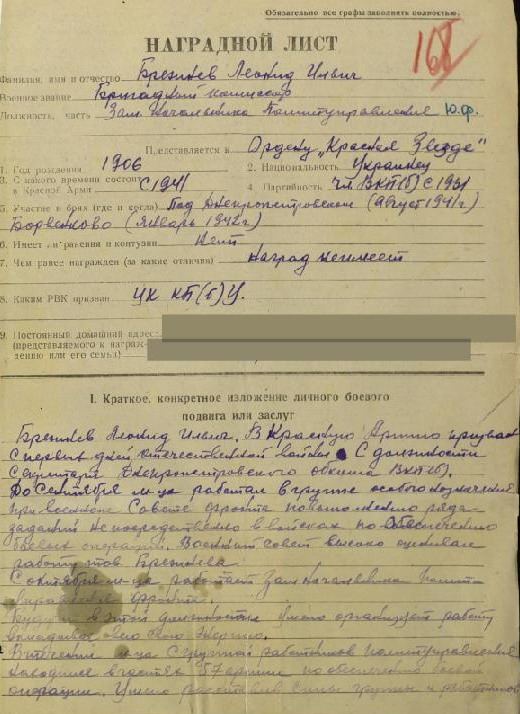
Нагородний лист про нагородження Л.І.Брежнєва орденом Червоної Зірки (1942)
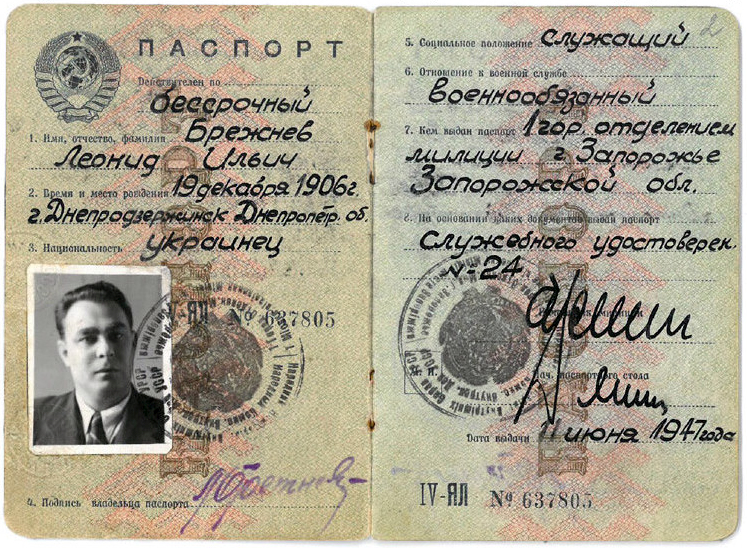
Паспорт Л.І.Брежнєва (1947)
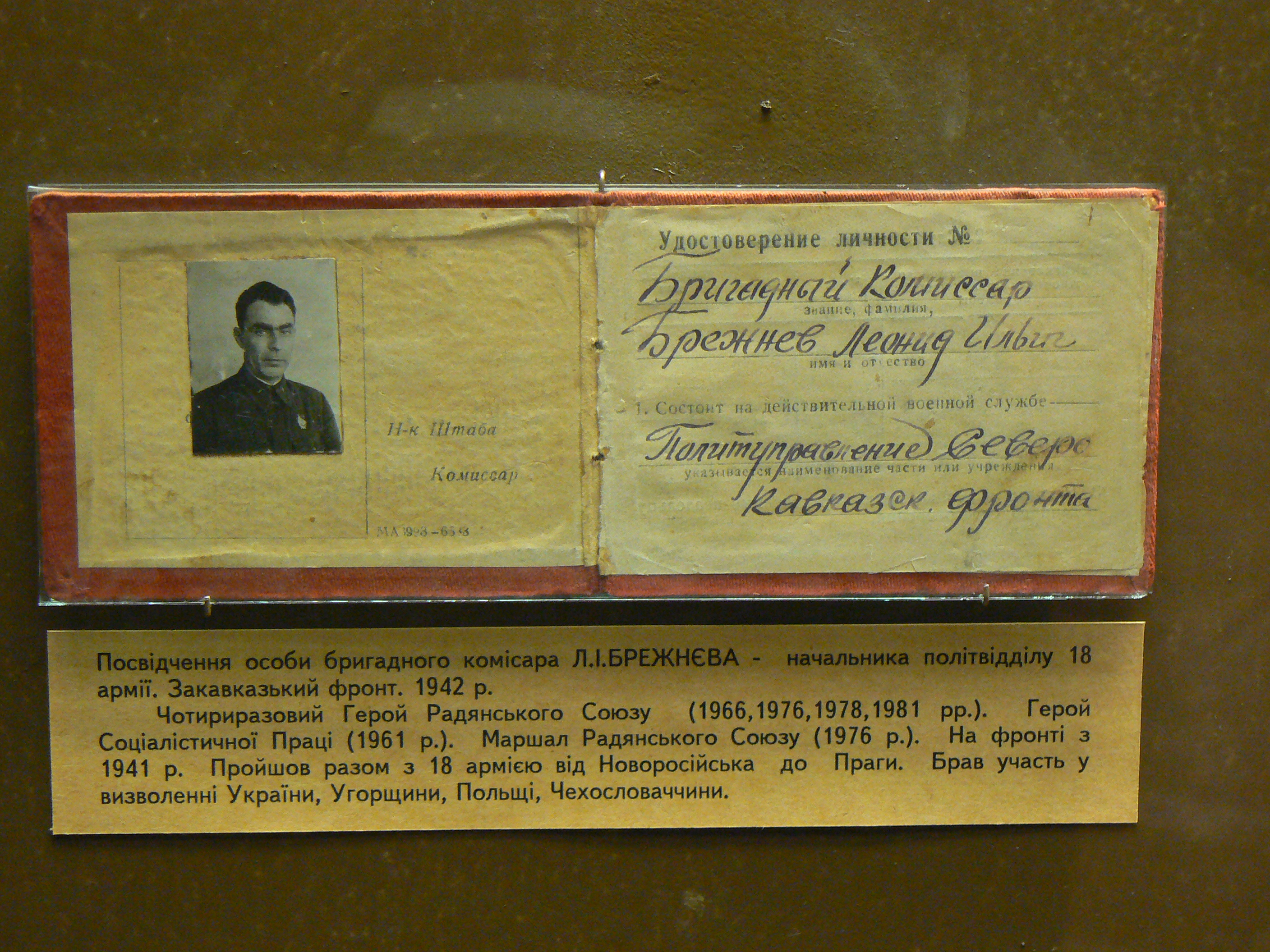
Посвідчення особи бригадного комісара
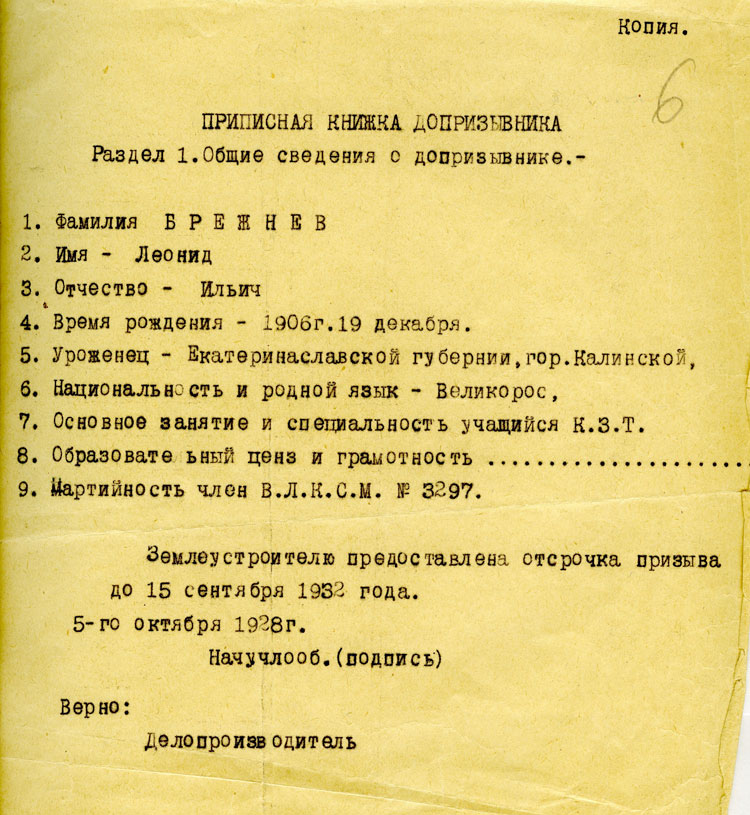
Приписна книга